# Émetteur du mont Ventoux

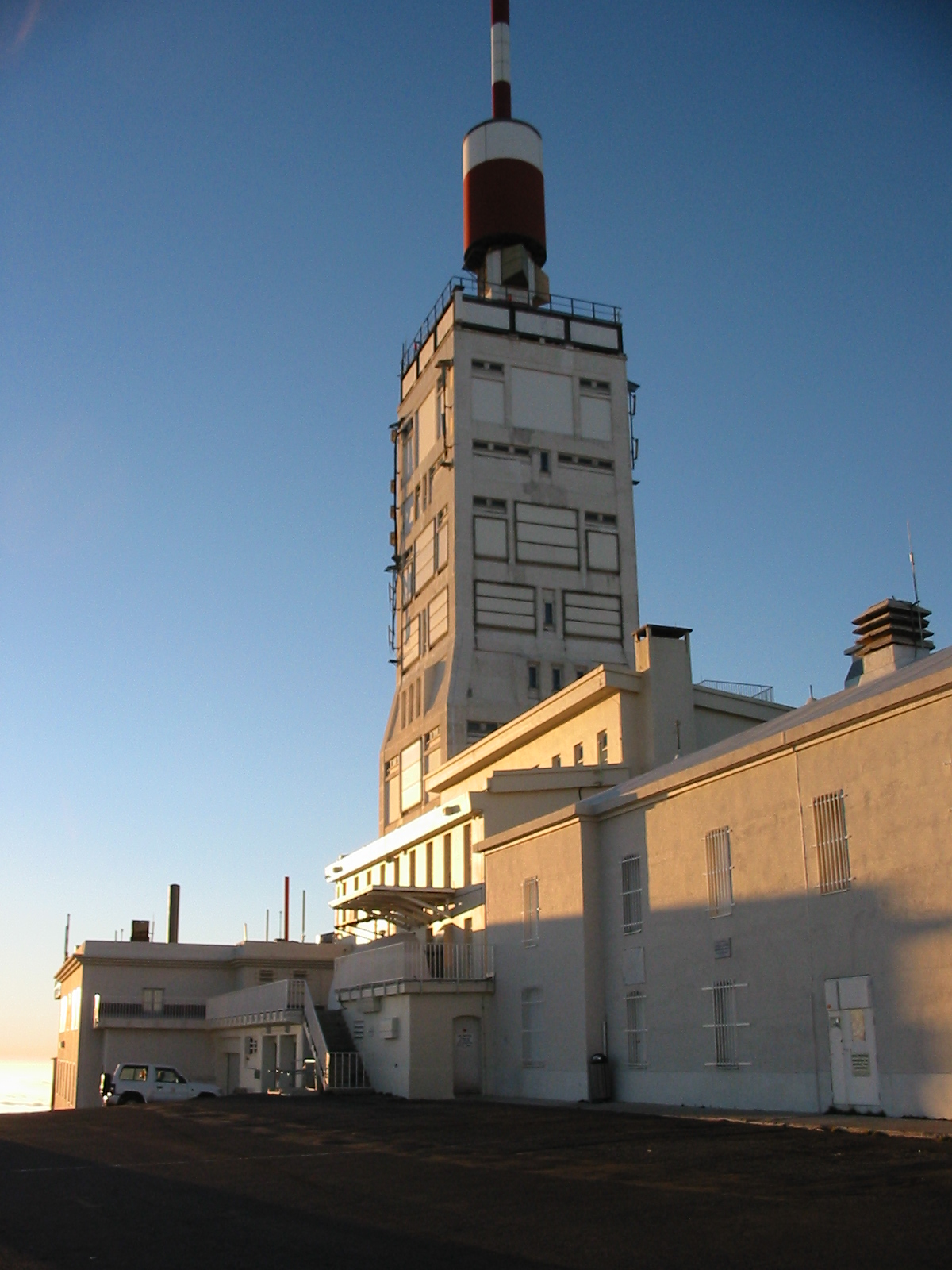
La tour de l'Observatoire située au sommet du mont Ventoux.

L'émetteur du mont Ventoux est une installation servant principalement à la diffusion de la télévision et de la radio situé sur le sommet éponyme. Il est composé d'une tour hertzienne situé sur l'observatoire. Il se trouve dans le Vaucluse, sur la D974 près du village de Malaucène et à quelques kilomètres de Carpentras. La tour mesure 78 mètres de hauteur et l'opérateur TDF est son propriétaire. Il dispose aujourd'hui d'émetteurs concernant la télévision numérique terrestre et la radio FM (radios publiques) mais aussi de relais de téléphonie mobile, de faisceaux hertziens, de PMR et de WiMAX. La couverture de la télévision et de la radio par la tour hertzienne part de la Drôme et va jusqu'au Bouches-du-Rhône en passant par le nord du Languedoc-Roussillon (Gard et Lozère), d'où la présence d'un émetteur pour France 3 Pays Gardois.

## Télévision

### Diffusion analogique
Les chaînes analogiques se sont arrêtées au mont Ventoux le 5 juillet 2011 comme partout en Provence-Alpes.

#### Liste des chaînes analogiques diffusées
| Chaîne                  | Canal | Puissance (PAR) |
| ----------------------- | ----- | --------------- |
| TF1                     | 42H   | 195 kW          |
| France 2                | 45H   | 195 kW          |
| France 3 Provence-Alpes | 39H   | 195 kW          |
| France 5 / Arte         | 47H   | 40 kW           |
| M6                      | 36H   | 40 kW           |
| France 3 Pays Gardois   | 33H   | 40 kW           |
| TMC                     | 57H   | 4,4 kW          |

#### Sources
- "Liste des anciens émetteurs de télévision français" (fichier PDF).
- "Émetteurs analogiques télévisions locales définitivement arrêtés" (fichier PDF).

### Diffusion numérique

#### Canaux, puissances et diffuseurs des multiplex
| Multiplex | Canaux | Puissances (PAR) | Diffuseur |
| --------- | ------ | ---------------- | --------- |
| R1        | 45H    | 50 kW            | TDF       |
| R2        | 36H    | 32 kW            | TDF       |
| R3        | 33H    | 50 kW            | TDF       |
| R4        | 47H    | 50 kW            | TDF       |
| R6        | 42H    | 50 kW            | TDF       |
| R7        | 39H    | 50 kW            | TDF       |
| R9        | 27H    | 25 kW            | TDF       |

#### Composition des multiplex
Les multiplex présentés ci-dessous émettent depuis le 5 avril 2016, date du passage à la TNT en HD (norme MPEG-4). Elle marque la disparition des multiplex R5 et R8, le passage en clair de la chaîne LCI et, le 1er septembre 2016, le démarrage de France Info, la chaîne d'information du service public.
Le multiplex R9 (norme HEVC) permettant la diffusion de chaînes en UHD et HD-HDR est activé le 2 avril 2024.
Les numéros des multiplex sont accompagnés de leur opérateur de gestion.

##### R1(Société de gestion du réseau R1)
| LCN | Nom de la chaîne        |
| --- | ----------------------- |
| 2   | France 2                |
| 3   | France 3 Provence-Alpes |
| 4   | France 4                |
| 16  | France Info             |
| 32  | France 3 Pays Gardois   |

##### R2(Nouvelles télévisions numériques)
| LCN | Nom de la chaîne |
| --- | ---------------- |
| 12  | Gulli            |
| 13  | BFM TV           |
| 14  | CNews            |
| 17  | CStar            |
| 18  | T18              |
| 19  | Novo 19          |

##### R4(Société opératrice du multiplex R4)
| LCN | Nom de la chaîne |
| --- | ---------------- |
| 5   | France 5         |
| 6   | M6               |
| 7   | Arte             |
| 9   | W9               |
| 22  | 6ter             |
| 26  | Paris Première   |

##### R6(Société d'exploitation du multiplex R6 - SMR6)
| LCN | Nom de la chaîne |
| --- | ---------------- |
| 1   | TF1              |
| 8   | LCP              |
| 10  | TMC              |
| 11  | TFX              |
| 15  | LCI              |

##### R7(Multiplex haute définition 7)
| LCN | Nom de la chaîne |
| --- | ---------------- |
| 20  | TF1 Séries Films |
| 21  | L'Équipe         |
| 23  | RMC Story        |
| 24  | RMC Découverte   |
| 25  | Chérie 25        |

##### R9(GR UHD1)
| LCN | Nom de la chaîne |
| --- | ---------------- |
| 52  | France 2 UHD     |

#### Source
- Emetteurs TNT dans le Vaucluse sur le forum de tvnt.net (consulté le 15 avril 2017).

## Radio FM
L'émetteur du Mont Ventoux émet 4 radios publiques, dont la locale du département.
| Fréquence | Station        | Puissance (PAR) | Code RDS (PS) |
| --------- | -------------- | --------------- | ------------- |
| 90.7      | France Culture | 4 kW            | _CULTURE      |
| 93.2      | France Musique | 4 kW            | MUSIQUE_      |
| 97.4      | France Inter   | 4 kW            | __INTER_      |
| 100.4     | Ici Vaucluse   | 2 kW            | ICIVAUCL      |

### Source
- Les radios de Carpentras sur annuaireradio.fr (consulté le 15 avril 2017).

## Téléphonie mobile
| Opérateur        | 2G  | 3G  | 4G  | FH  |
| ---------------- | --- | --- | --- | --- |
| Orange           | Oui | Oui | Oui | Oui |
| SFR              | Oui | Oui | Oui | Oui |
| Bouygues Telecom | Oui | Oui | Oui | Oui |
| Free             | Non | Oui | Oui | Oui |

### Source
- Situation géographique du site sur cartoradio.fr (consulté le 15 avril 2017).

## Autres transmissions
| Opérateur                                | Ondes             |
| ---------------------------------------- | ----------------- |
| Conseil départemental de Vaucluse        | PMR               |
| IFW (opérateur WiMAX)                    | BLR de 3 GHz      |
| E*Message (opérateur de radiomessagerie) | RMU-POCSAG        |
| TDF                                      | Faisceau hertzien |

### Source
- Situation géographique du site sur cartoradio.fr (consulté le 15 avril 2017).

## Photos du site
- Photos sur le site tvignaud (consulté le 15 avril 2017).
- Photos sur le site annuaireradio.fr (consulté le 15 avril 2017).
- Photo de la tour hertzienne (1)
- Photo de la tour hertzienne (2)
- Photo de la tour hertzienne et du bâtiment (1)
- Photo de la tour hertzienne et du bâtiment (2)
- Photo du pylône des autres transmissions (1)
- Photo du pylône des autres transmissions (2)